# Liga Nogometnog podsaveza Kosovsko-metohijske oblasti 1952./53.
Liga Nogometnog podsaveza Kosovsko-metohijske oblasti, također kao i Liga Kosmetskog podsaveza, Liga Podsaveza AKMO, Podsavezna liga Kosova, je bila liga drugog stupnja nogometnog prvenstva Jugoslavije u sezoni 1952./53. 
 Sudjelovalo je 10 klubova, a prvak je bila "Trepča" iz Kosovske Mitrovice. 

## Ljestvica
| mj. | klub                   | ut. | pob. | ner. | por. | gol+ | gol- | bod |
| --- | ---------------------- | --- | ---- | ---- | ---- | ---- | ---- | --- |
| 1.  | Trepča K. Mitrovica    | 18  | 14   | 1    | 3    | 71   | 29   | 29  |
| 2.  | Budućnost Peć          | 18  | 14   | 0    | 4    | 79   | 21   | 28  |
| 3.  | Kosovo Priština        | 18  | 12   | 4    | 2    | 58   | 23   | 28  |
| 4.  | Zvečan                 | 18  | 7    | 3    | 8    | 27   | 35   | 17  |
| 5.  | Milicionar Priština    | 18  | 6    | 4    | 8    | 34   | 33   | 16  |
| 6.  | Metohija Prizren       | 18  | 8    | 0    | 10   | 36   | 46   | 16  |
| 7.  | Borac Uroševac         | 18  | 7    | 1    | 10   | 44   | 52   | 15  |
| 8.  | Vlaznimi Đakovica      | 18  | 5    | 4    | 9    | 34   | 37   | 14  |
| 9.  | Sloga Lipljan          | 18  | 3    | 3    | 12   | 26   | 76   | 9   |
| 10. | Crvena zvezda Gnjilane | 18  | 3    | 2    | 13   | 18   | 70   | 8   |

- "Trepča" iz Kosovske Mitrovice je igrala završnicu "Prvenstva Srbije". Nije se plasirala u kvalifikacije za 1. saveznu ligu.

## Rezultatska križaljka
| kratica | klub                      | BOR | BUD | CRZ | KOS | MET | MIL | SLO | TRE | VLA | ZVE |
| --- | ------------------------- | --- | --- | --- | --- | --- | --- | --- | --- | --- | --- |
| BOR | Borac Uroševac            |     |     |     |     |     |     |     |     |     |     |
| BUD | Budućnost Peć             |     |     |     |     |     |     |     |     |     |     |
| CRZ | Crvena zvezda Gnjilane    |     |     |     |     |     |     |     |     |     |     |
| KOS | Kosovo Priština           |     |     |     |     |     |     |     |     |     |     |
| MET | Metohija Prizren          |     |     |     |     |     |     |     |     |     |     |
| MIL | Milicionar Priština       |     |     |     |     |     |     |     |     |     |     |
| SLO | Sloga Lipljan             |     |     |     |     |     |     |     |     |     |     |
| TRE | Trepča Kosovska Mitrovica |     |     |     |     |     |     |     |     |     |     |
| VLA | Vlaznimi Đakovica         |     |     |     |     |     |     |     |     |     |     |
| ZVE | Zvečan                    |     |     |     |     |     |     |     |     |     |     |
| |                           |     |     |     |     |     |     |     |     |     |     |
| podebljan rezultat - utakmice od 1. do 11. kola (1. utakmica između klubova) rezultat normalne debljine - utakmice od 12. do 22. kola (2. utakmica između klubova) rezultat nakošen - nije vidljiv redoslijed odigravanja međusobnih utakmica iz dostupnih izvora rezultat nakošen i smanjen * - iz dostupnih izvora nije uočljiv domaćin susreta prekrižen rezultat - poništena ili brisana utakmica p - utakmica prekinuta 3:0 p.f. / 0:3 p.f. - rezultat 3:0 bez borbe n.i. - nije igrano |                           |     |     |     |     |     |     |     |     |     |     |

 Izvori: 

## Unutrašnje poveznice
- Vojvođanska liga 1952./53.